# 普希金俄语学院

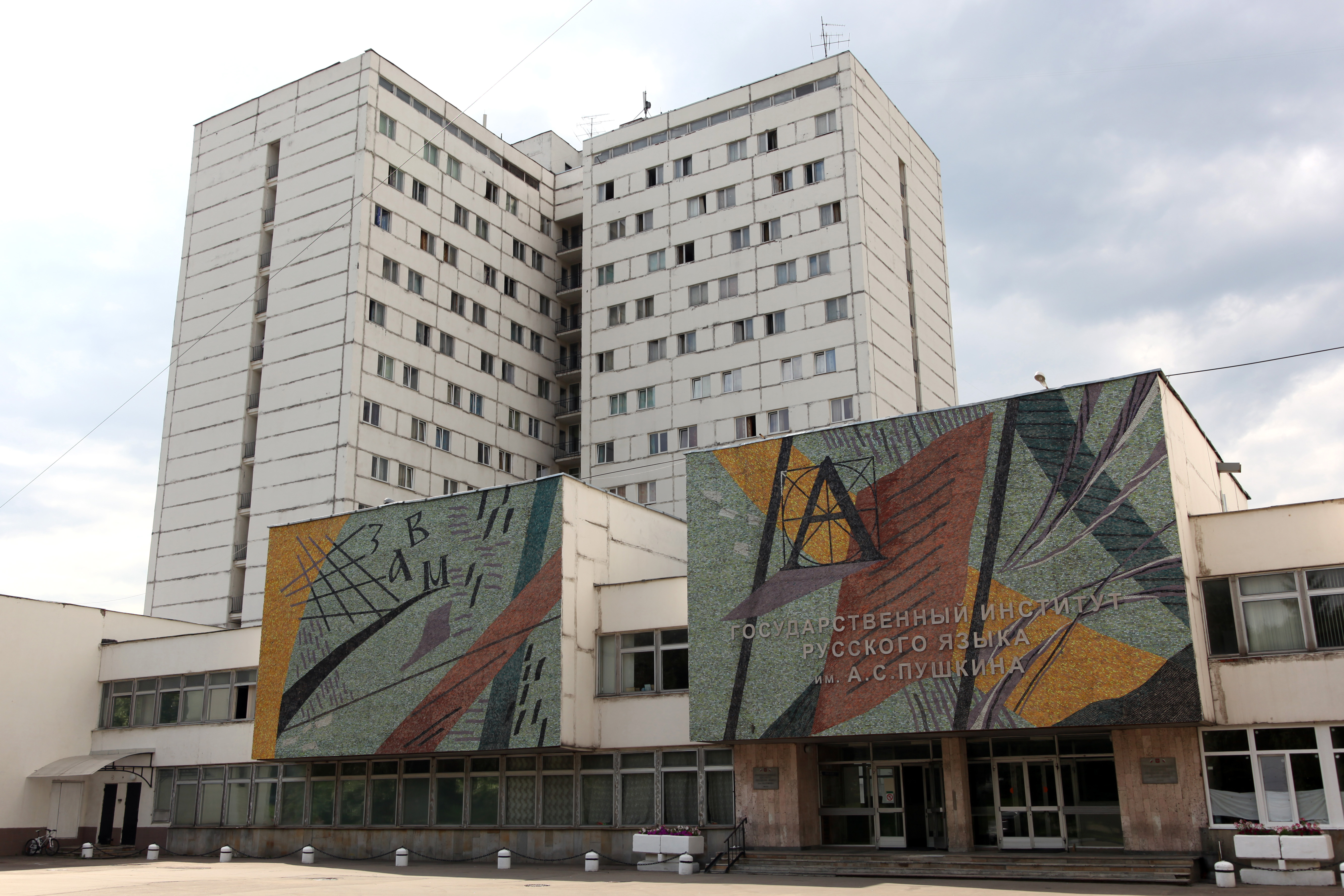
普希金俄罗斯语言学院和它的宿舍楼，一栋由预制混凝土板组成的建筑。

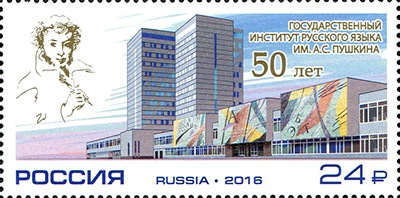
2016年，在普希金研究所成立50周年之际，俄罗斯发行了邮票。

国立普希金俄语学院成立于1966年，其前身是莫斯科大学俄语教学法研究中心，是俄罗斯对外俄语教学科研的主要基地。学院主要由语文系、国际学生研修系、俄语教师进修系组成。

## 历史[1]

### 莫斯科国立大学俄语科学教学法研究中心（1966-1973）
国立普希金俄语学院的首创者和首位校长是维塔利·格里高利耶维奇·科斯托马罗夫（1930-2020）。在他的带领下于1966年创立了莫斯科国立大学的俄语科学教学法研究中心，并创立了世界俄语语言文学教育协会（МАПРЯЛ），维塔利·科斯托马罗夫曾任于1990-2003年间主席。国立普希金俄语学院的前身（俄语科学教学法研究中心）曾是国内外俄语教师的活动机构。在此处形成的独特俄语教学法奠定了对外和对内俄语教学的专业基础。
从1972年开始举行国际学生俄语奥林匹克竞赛。
由俄语科学教学法研究中心专家季娜伊达·伊耶弗列娃、维塔利·科斯托马罗夫、伊莲娜·斯捷潘诺娃和柳德米拉·特鲁申娜编著的《全民俄语》（俄语：Русский язык для всех）于1979年获苏联国家奖。

### 普希金俄语学院（1973-1998）
1973年俄语科学教学法研究中心改组为普希金俄语学院，随后于1998年升格为国立普希金俄语学院。

### 国立普希金俄语学院（1998-至今）
1999年开设语言文学系。
2010年设立“俄罗斯世界”基金会的俄罗斯分部。
2011年俄罗斯联邦总统德米特里·梅德韦杰夫来国立普希金俄语学院参观，庆祝为纪念俄罗斯伟大诗人普希金而设立的俄语日。
2013 年，独联体国家政府首脑理事会授予国立普希金俄语学院俄语教学基本组织的地位。
自 2014 年以来，国立普希金俄语学院是俄罗斯联邦政府俄语委员会发起的促进俄语和俄语教育大型政府计划的科学方法和信息分析中心。
2015年，俄罗斯联邦教育与科学部授予国立普希金俄语学院"俄语推广和俄语教育合作联邦资源中心 "的地位。